# Бірда
Бірда (рум. Birda) — село у повіті Тіміш в Румунії. Входить до складу комуни Бірда.
Село розташоване на відстані 390 км на захід від Бухареста, 37 км на південь від Тімішоари.

## Населення
За даними перепису населення 2002 року у селі проживали 985 осіб.
Національний склад населення села:
| Національність | Кількість осіб | Відсоток |
| -------------- | -------------- | -------- |
| румуни         | 944            | 95,8%    |
| німці          | 20             | 2,0%     |
| угорці         | 13             | 1,3%     |

Рідною мовою назвали:
| Мова      | Кількість осіб | Відсоток |
| --------- | -------------- | -------- |
| румунська | 953            | 96,8%    |
| німецька  | 15             | 1,5%     |
| угорська  | 10             | 1,0%     |